# Syntrichia handelii
Syntrichia handelii är en bladmossart som beskrevs av Accepted name, Feddes Repert.. Syntrichia handelii ingår i släktet skruvmossor, och familjen Pottiaceae. Inga underarter finns listade i Catalogue of Life.